# Pierre Dauzat-Dembarrère
Pour les articles homonymes, voir Dauzat.
Pierre Dauzat-Dembarrère est un homme politique français né le 17 avril 1809 à Lourdes (Hautes-Pyrénées) et mort le 21 octobre 1878 à Bagneux (Hauts-de-Seine).

## Biographie
Avocat à Paris en 1833, il entre rapidement dans la magistrature comme substitut à Lourdes, puis procureur du roi, démissionnant en 1848. 
Il est élu en 1838 conseiller général du canton de Lourdes, à la suite de son père, Bazile Dauzat. 
Il est député des Hautes-Pyrénées de 1852 à 1863, siégeant dans la majorité soutenant le Second Empire.
Consul Général de France à Dantzig en 1865, puis à Gibraltar en 1868.

## Postérité
- Une rue de Tarbes porte son nom.

## Sources
- « Pierre Dauzat-Dembarrère », dans Adolphe Robert et Gaston Cougny, Dictionnaire des parlementaires français, Edgar Bourloton, 1889-1891 [détail de l’édition]